# Canadian International 2008
Die Canadian International 2008 im Badminton fanden vom 22. bis zum 26. April 2008 in Ottawa statt.

## Sieger und Platzierte
| Disziplin    | Gold                           | Silber                          | Bronze                     |
| ------------ | ------------------------------ | ------------------------------- | -------------------------- |
| Herreneinzel | Shoji Sato                     | Andrew Smith                    | Andrew Dabeka              |
| Herreneinzel | Shoji Sato                     | Andrew Smith                    | Carl Baxter                |
| Dameneinzel  | Tai Yi                         | Shi Jinjin                      | Yoana Martínez             |
| Dameneinzel  | Tai Yi                         | Shi Jinjin                      | Michelle Li                |
| Herrendoppel | Keishi Kawaguchi Naoki Kawamae | Howard Bach Khankham Malaythong | Chen Hung-ling Lu Chi-yung |
| Herrendoppel | Keishi Kawaguchi Naoki Kawamae | Howard Bach Khankham Malaythong | Yu Junjie Zhang Lei        |
| Damendoppel  | Reika Kakiiwa Mizuki Fujii     | Aki Akao Tomomi Matsuda         | Shi Jinjin Tai Yi          |
| Damendoppel  | Reika Kakiiwa Mizuki Fujii     | Aki Akao Tomomi Matsuda         | Hu Minyu Liu Ying Cchun    |
| Mixed        | Chen Hung-ling Chou Chia-chi   | Zhang Lei Hu Minyu              | Yu Junjie Liu Yingchun     |
| Mixed        | Chen Hung-ling Chou Chia-chi   | Zhang Lei Hu Minyu              | Howard Bach Eva Lee        |